# Moliden
Moliden is een plaats in de gemeente Örnsköldsvik in het landschap Ångermanland en de provincie Västernorrlands län in Zweden. De plaats heeft 323 inwoners (2005) en een oppervlakte van 63 hectare. De plaats ligt aan de rivier de Möälven.

## Verkeer en vervoer
Bij de plaats loopt de Länsväg 348.